# Maxime Prévot
Maxime Patrick Robert Albert Prévot (Mons, 9 aprile 1978) è un politico belga.

## Biografia
Laureato in scienze politiche, ha studiato all'Università di Namur e all'Université catholique de Louvain. Ha anche conseguito una laurea in giurisprudenza e gestione di nuove tecnologie dell'informazione e comunicazione. Per diversi anni ha lavorato nella società di consulenza PricewaterhouseCoopers.
Ha intrapreso l'attività politica sotto Jeunes PSC, il ramo giovanile del Partito Sociale Cristiano, trasformato nel 2002 in Centro Democratico Umanista. Negli anni 2004-2006 è stato direttore degli affari politici sotto il presidente del partito Joëlle Milquet. Nel 2005 è diventato consigliere di Namur per la prima volta, un anno dopo è diventato membro del consiglio provinciale. Sempre nel 2006, è stato nominato nel consiglio cittadino come assessore per gli affari sociali, l'edilizia abitativa e lo sport. Negli anni 2007-2009 è stato membro della Camera dei rappresentanti. Nel 2009 e 2014 viene eletto al Parlamento vallone, da giugno a luglio 2014 ha presieduto questo organo. Ha anche presieduto la fazione parlamentare cdH ed è diventato anche vicepresidente del suo gruppo, si è inoltre seduto anche nel Parlamento della comunità francofona.
Nel 2012 Maxime Prévot è stato eletto sindaco di Namur. Nel 2014, ha sospeso l'esecuzione di questa funzione in relazione all'incarico di viceministro presidente e ministro nel gabinetto regionale della Vallonia. Gli fu affidata la responsabilità per i lavori pubblici, la salute e gli affari sociali e il patrimonio. Ha lasciato il governo della Regione Vallone nel 2017, tornando all'esercizio effettivo dei seggi parlamentari e dei doveri di sindaco, mantenendo questa posizione dopo le elezioni locali nel 2018.
Nel gennaio 2019 ha sostituito Benoît Lutgen come presidente del cdH. Nello stesso anno fu nuovamente eletto nella camera bassa del Parlamento federale.

### Vita privata
Attualmente è sposato con Nathalie, ed è padre di Valentine, nato da una prima unione.